# Indisches Parlament

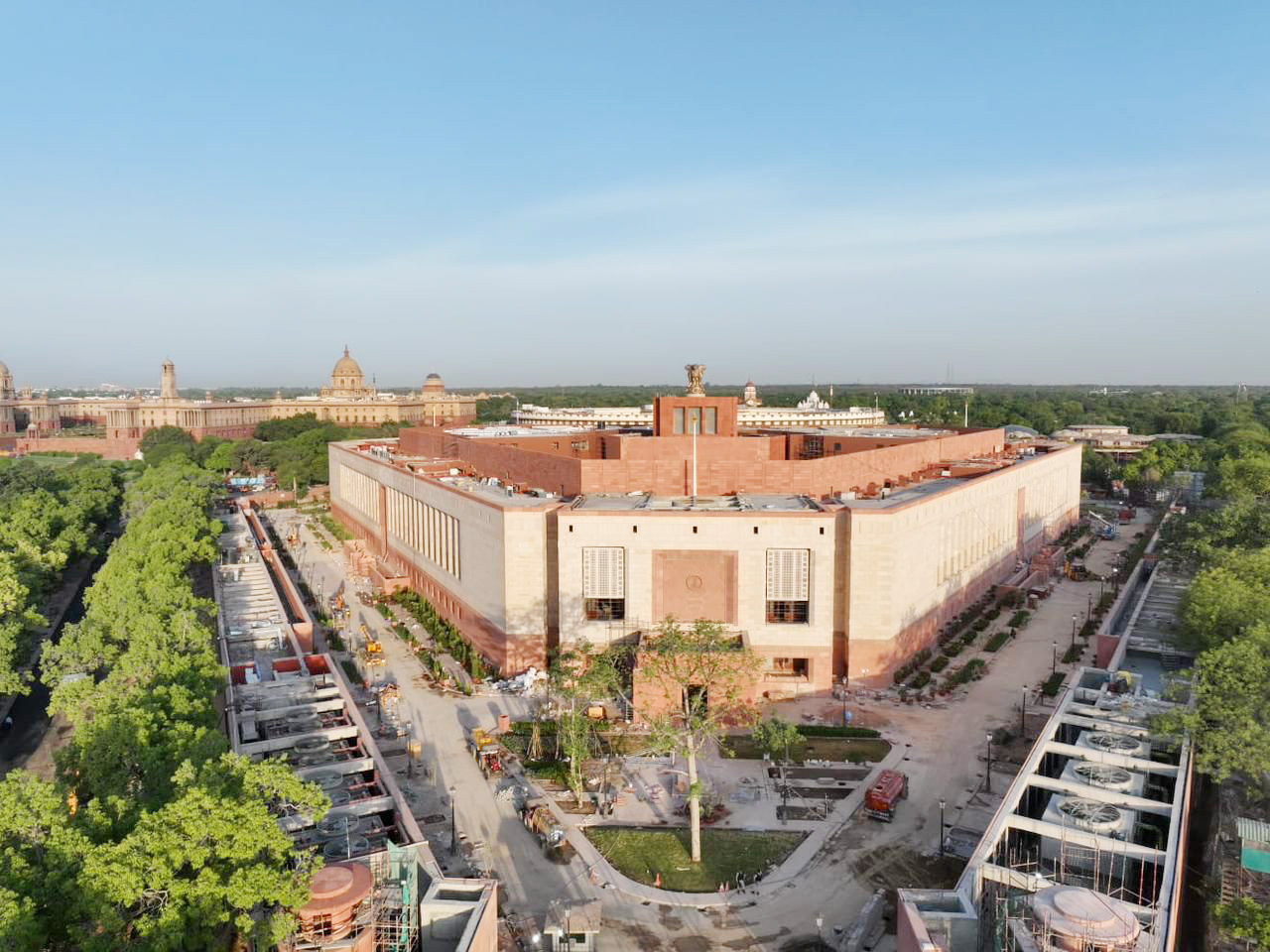
Altes Parlamentsgebäude (Bildhintergrund, runder Grundriss) und neues indisches Parlamentsgebäude (Bildvordergrund, dreieckiger Grundriss mit gekappten Ecken)

Das Indische Parlament (Hindi: भारतीय संसद, Bhāratīya Sansad) ist das Parlament der Republik Indien. Es wurde nach der Unabhängigkeitserklärung Indiens durch die indische Verfassung am 26. Januar 1950 gegründet und befindet sich in der Hauptstadt Neu-Delhi. Das indische Parlament besteht aus zwei Kammern: dem „Haus der Staaten“ (Rajya Sabha, entspricht dem Oberhaus) und dem „Haus des Volkes“ (Lok Sabha, entspricht dem Unterhaus). Der Führer der Mehrheitspartei in der Lok Sabha wird üblicherweise zum indischen Premierminister ernannt.

## Zweikammernparlament
Das politische System Indiens ist auf dem politischen System Großbritanniens aufgebaut, das auch als Westminster-System bezeichnet wird. Der Aufbau des Zweikammersystems mit Mehrheitswahl geht auf Strukturen zurück, die vor der indischen Unabhängigkeit in Britisch-Indien errichtet wurden.

## Parlamentsgebäude

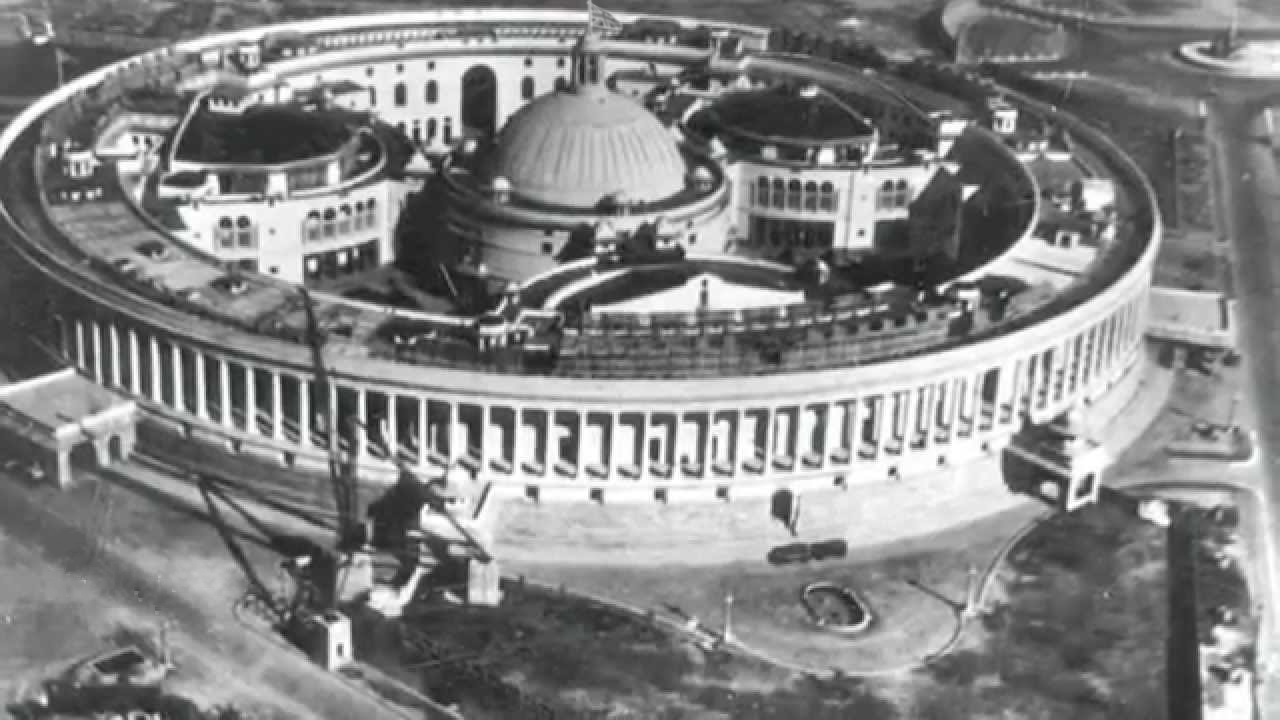
Das alte Parlamentsgebäude kurz vor Ende der Bauarbeiten

Das ursprüngliche Parlamentsgebäude (Sansad Bhavan) ist ein Rundbau, der von den britischen Architekten Edwin Lutyens und Herbert Baker 1912–1913 geplant wurde. Der Baubeginn erfolgte 1921, und 1927 wurde das Gebäude für die Sitzungen der Kammer der Fürsten (Chamber of Princes), des Staatsrats (State Council) und der Zentralen Gesetzgebenden Versammlung (Central Legislative Assembly) eröffnet.
Das Gebäude litt zuletzt unter unzureichenden Platzverhältnissen für die Mitglieder des Hauses und ihre Mitarbeiter. Außerdem sahen Fachleute seine strukturelle Stabilität als gefährdet an. Auch genügte es nicht mehr dem modernen Brandschutz. Aus diesen Gründen wurde 2012 beschlossen, ein neues Parlamentsgebäude zu errichten. Das alte, runde Gebäude ist für das nationale Erbe Indiens von großer Bedeutung; es gibt Pläne, es unter Schutz zu stellen.
Das neue, von Bimal Patel entworfene Haus entstand unweit des alten Parlaments. Hauptsächlich aufgrund des Zuschnitts des Baugrundstücks weist es eine dreieckige Grundform mit leicht gekappten Ecken auf. Die Dreiecksform soll laut dem Architekten aber auch eine Verknüpfung mit der Dreieckssymbolik in mehreren Religionen sein. Das Gebäude erstreckt sich über gut 65.000 Quadratmeter. Es ist damit weit mehr als doppelt so groß wie das alte Parlament, nutzt den vorhandenen Platz außerdem effektiver. Der neue Komplex verfügt über 888 Sitze in der Lok-Sabha-Kammer und 384 Sitze in der Rajya-Sabha-Kammer. Er wurde erdbebensicher geplant.
Am 28. Mai 2023 weihte der indische Premierminister Narendra Modi das Gebäude offiziell ein. Im Rahmen der Einweihung wurde ein historisch bedeutsames goldenes Zepter, der sogenannte Sengol, im neuen Parlamentsgebäude installiert. Die wichtigsten Oppositionsparteien boykottierten die Zeremonie. Sie argumentierten, dass es nur Draupadi Murmu, der Präsidentin der Republik Indien, zugestanden hätte, die Zeremonie vorzunehmen.

## Anschlag 2001
Am 13. Dezember 2001 verübten fünf Terroristen der Jaish-e Mohammed einen Anschlag auf das alte Bundesparlament, dem 14 Menschen zum Opfer fielen. Indien hielt zunächst zwei pakistanische Extremistengruppen für die Urheber, sodass der Anschlag die Spannungen mit dem Nachbarstaat bis hin zur Kriegsgefahr vertiefte. Von den aus Jammu und Kashmir stammenden Tätern wurde Mohammad Afzal Guru 2004 als einziger zum Tode verurteilt, da ihn die indischen Gerichte für die Anschlagsplanung verantwortlich sahen. Erst im Februar 2013 wurde die Strafe vollstreckt, nachdem alle Mittäter ihre Haftstrafen bereits abgesessen hatten. Politisch stand die Vollstreckung gegen Afzal Guru im Zusammenhang mit der gegen Ajmal Kasab, den Mumbai-Attentäter, im November des Vorjahres.